# Выстрелил и забыл
«Выстрелил и забыл» (англ. fire-and-forget) — разработанный американскими военными теоретиками принцип боевого применения пехотных и авиационных вооружений. 
Также одно из требований тактико-технического задания одновременно в части эргономичности и надёжности, предъявляемое к разработке вооружения, призванное увеличить их простоту и безотказность в эксплуатации с целью минимизации ошибок, из-за «человеческого фактора».

## История
Выражение вошло в оборот в начале 1970-х годов, по мере нарастания тенденций к усложнению устройства вооружения и военной техники с одновременным упрощением их эксплуатации. Иногда также называется третьим поколением управляемого вооружения (подразумевается, что в оружии первого поколения оператор непосредственно контролирует траекторию полёта боеприпаса, второе поколение требует от оператора визуального сопровождения цели через прицельный комплекс, автоматика которого и рассчитывает управляющие воздействия, а оружие третьего поколения ограничивает задачи оператора только выбором цели до пуска). Образцы самонаводящегося вооружения, реализующие принцип «выстрелил и забыл», относятся к классу запрограммированных машин (pre-programmed machines). Применительно к пехотным вооружениям одноразового использования типа M72 и аналогов употребляется формулировка «выстрелил и выбросил» (fire-and-discard).

## Возможности

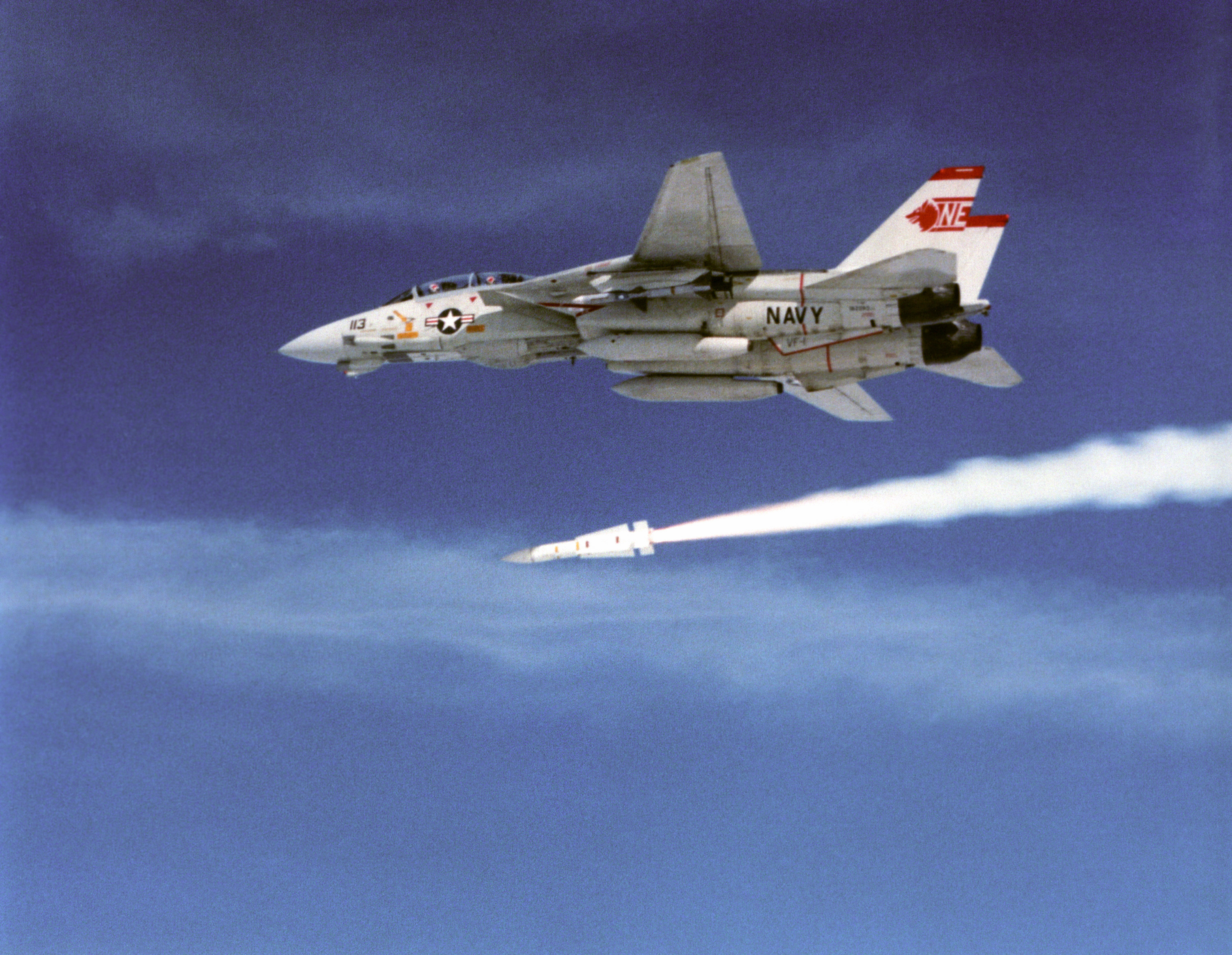
Наличие вооружения класса «выстрелил и забыл» позволяет оператору оснащённого им образца военной техники не отвлекаться от выполнения основной боевой задачи

Если на этапе зарождения технологии «выстрелил и забыл» речь велась об образцах вооружения с весьма ограниченными возможностями, изначально создававшихся с целью разгрузить военнослужащего от одновременного выполнения нескольких задач, требующих предельной концентрации внимания и напряжения ресурсов организма (например, пилота боевого самолёта от необходимости наведения ракеты на цель с одновременным выполнением противоракетного манёвра и фигур пилотажа для уклонения от встречного ракетного или пулемётно-пушечного обстрела противником), то современные самонаводящиеся ракеты обладают расширенным набором функций, позволяющих им идентифицировать цели непосредственно в полёте, безошибочно отличать гражданские объекты от военных (например, единицы бронетехники от автотранспортных средств), распознавать среди обнаруженных целей противника, исключая или существенно снижая возможность поражения дружественных и нейтральных объектов, и самостоятельно определять приоритетность нанесения удара по одной из нескольких разнообразных целей. При этом быстрота обработки бортовым процессором поступающих на него вводных данных такова, что человек-оператор физиологически просто не справился бы с таким количеством информации в столь сжатые временные рамки.

## Преимущества
- Независимость оружия от оператора после пуска, как следствие бесполезность ответного огня противника (по сравнению с тактическим ракетным вооружением первого и второго поколения, для борьбы с которым лётчики и танкисты обучались поражению или ослеплению засечённых позиций ПЗРК и ПТРК противника при помощи бортового вооружения, что гарантировало промах ранее пущенной ракеты; при обстреле же ракетами с ГСН уже бесполезно обстреливать оператора, необходимо применение против самих ракет активных помех)
- Предельно сжатый по времени и затрачиваемым ресурсам курс подготовки операторов
- Возможность размещения примитивных инструкций по эксплуатации и боевому применению образца ВВТ непосредственно на его корпусе («направить этим концом в сторону цели и нажать сюда»)
- Возможность оснащения неподготовленных или вообще безграмотных членов национально-освободительных движений, партизанско-повстанческих формирований в третьих странах
- Полная заменяемость операторов (в отличие от тех военных специальностей, где на подготовку квалифицированных специалистов уходит большое количество времени и ресурсов, а их потеря чревата необходимостью восполнения ценных кадров)
- Поставка заказчику в виде, готовом к боевому применению
- Дешевизна в эксплуатации и отсутствие необходимости регулярного технического обслуживания

## Недостатки

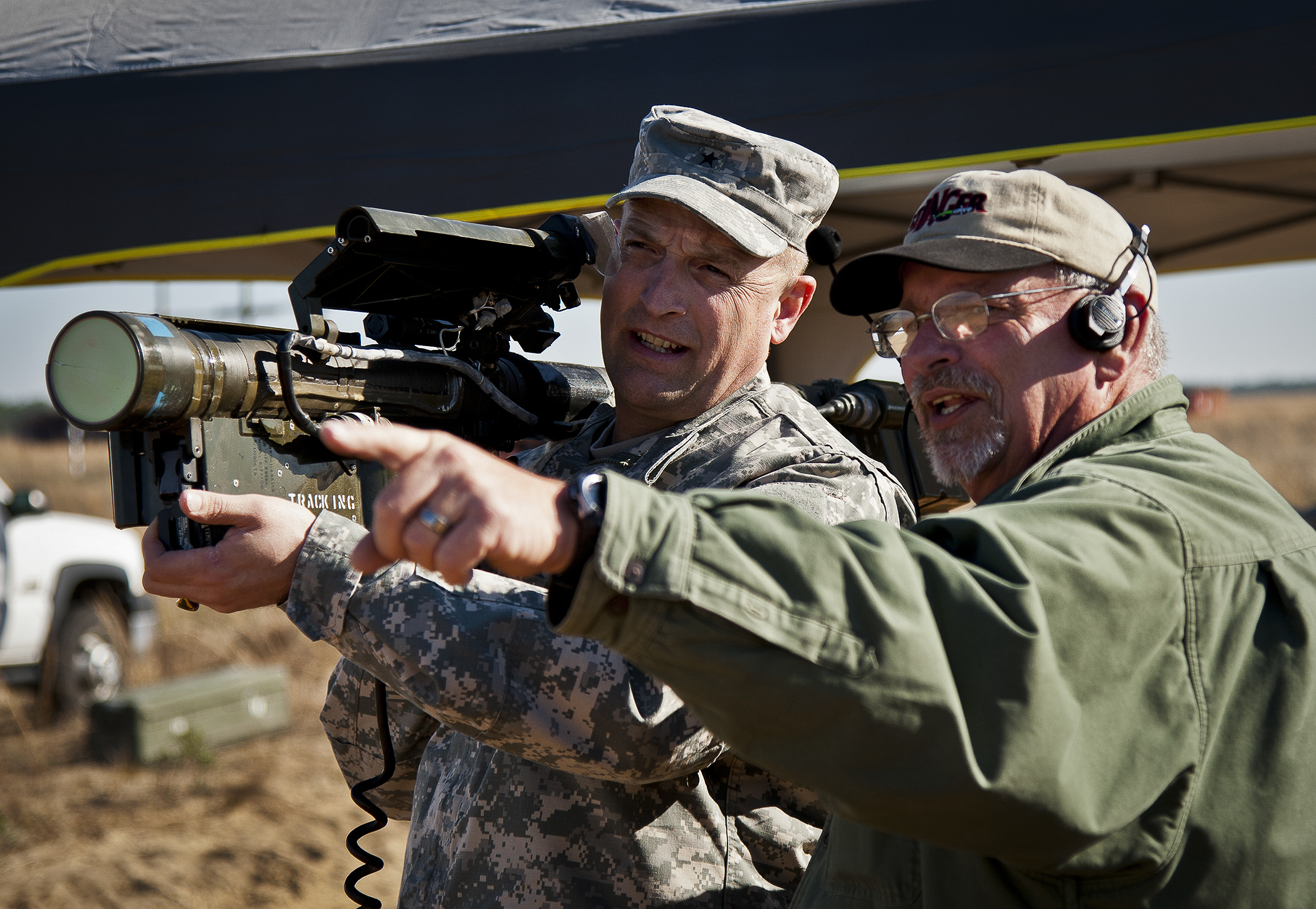
Представитель предприятия-изготовителя проводит инструктаж на огневой позиции

- Уязвимость для различных средств пассивного и активного противодействия, таких как тепловые ловушки
- Весьма упрощённое понимание операторами устройства и принципов функционирования вверенных образцов ВВТ, как следствие, смутное представление об их боевых возможностях
- Необходимость отправки ВВТ на завод-изготовитель для регламентного обслуживания либо наличия прикомандированных специалистов от предприятия-изготовителя в войсках для поддержания её в исправном и работоспособном состоянии
- Невозможность самостоятельной разборки на детали силами военных техников подразделений для проведения текущего ремонта на месте
- Высокая стоимость производства

## Двойное назначение
Достижения научно-технического прогресса в немалой степени послужили толчком для появления и повсеместного внедрения такого рода вооружения, — самонаводящихся и других «умных» боеприпасов, — обратной стороной чего стало появление технологий двойного назначения и одновременная интенсификация научно-исследовательских работ в направлении создания интегральных схем, а затем микросхем и микропроцессоров, удешевления их стоимости за счёт крупносерийного производства.